# هنري ويليس
هنري ويليس (بالإنجليزية: Henry Willis)‏ (17 مارس 1841 في المملكة المتحدة - 29 سبتمبر 1926) هو لاعب كريكت بريطاني (وحمل سابقاً جنسية المملكة المتحدة لبريطانيا العظمى وأيرلندا). لعب مع نادي مقاطعة سري للكريكت ‏.

## وصلات خارجية
- هنري ويليس على موقع إي آس بي آن كريك إنفو (الإنجليزية)